# Ozomatlán
Ozomatlán är en ort i Mexiko.   Den ligger i kommunen Huauchinango och delstaten Puebla, i den sydöstra delen av landet, 150 km nordost om huvudstaden Mexico City. Ozomatlán ligger 1 547 meter över havet och antalet invånare är 723.
Terrängen runt Ozomatlán är bergig åt nordväst, men åt sydost är den kuperad. Ozomatlán ligger uppe på en höjd. Runt Ozomatlán är det ganska tätbefolkat, med 179 invånare per kvadratkilometer. Närmaste större samhälle är Huauchinango, 12,0 km söder om Ozomatlán. Omgivningarna runt Ozomatlán är en mosaik av jordbruksmark och naturlig växtlighet.